# IC 2873
IC 2873 је спирална галаксија у сазвјежђу Лав која се налази на листи објеката дубоког неба у Индекс каталогу.
Деклинација објекта је + 13° 13' 12" а ректасцензија 11h 29m 27,5s. Привидна величина (магнитуда) објекта IC 2873 износи 14,6 а фотографска магнитуда 15,4. IC 2873 је још познат и под ознакама MCG 2-29-38, CGCG 67-91, PGC 35406.